# Filip Hološko
Filip Hološko (ur. 17 stycznia 1984 w Pieszczanach) – piłkarz słowacki grający na pozycji napastnika w Slovanie Bratysława.

## Kariera klubowa
Hološko pochodzi z Pieszczan. Karierę piłkarską rozpoczął w tamtejszym amatorskim klubie o nazwie MFK Piešťany. W 1998 roku podjął treningi w Trenczynie, w zespole FK Ozeta Dukla Trenčín. W 2001 roku został członkiem składu pierwszej drużyny i w sezonie 2001/2002 zadebiutował w słowackiej ekstraklasie, jednak był to jego jedyny mecz w barwach pierwszego zespołu Ozety Dukli. Latem 2002 odszedł do czeskiego Slovana Liberec, ówczesnego mistrza Czech, i tam grał częściej jak w ojczyźnie. W kolejnych sezonach nie osiągał większych sukcesów aż do 2006 roku, gdy wraz ze Slovanem został po raz pierwszy w karierze mistrzem kraju. W tamtym sezonie w barwach Slovana grał tylko w rundzie jesiennej, w której zaliczył 6 trafień.
Na początku 2006 roku Słowak wyjechał do Turcji. Jego pierwszym klubem w tym kraju został Vestel Manisaspor. Kwota transferu wyniosła 2,3 miliona euro. W ataku Manisasporu występował wraz z Sinanem Kaloğlu. W sezonie 2006/2007 był najlepszym strzelcem zespołu z 9 golami, a w rundzie jesiennej sezonu 2007/2008 zdobył kolejne 8 bramek dla swojego klubu.
W styczniu 2008 Hološko przeszedł do stambulskiego Beşiktaşu JK. Kosztował 5 milionów euro, w transakcję zostali włączeni napastnik Burak Yılmaz i obrońca Koray Avcı, którzy powędrowali do Manisasporu. Na koniec sezonu 2007/2008 zajął z Beşiktaşem 3. miejsce w Süper Lig. W 2009 roku został mistrzem Turcji. W 2011 roku został wypożyczony do klubu İstanbul Büyükşehir Belediyespor. W 2014 roku wypożyczono go do Çaykur Rizespor. W 2015 przeszedł do Sydney FC.
| Sezon   | Klub                             | Kraj      | Rozgrywki      | Mecze | Bramki |
| ------- | -------------------------------- | --------- | -------------- | ----- | ------ |
| 2001/02 | FK Ozeta Dukla Trenčín           | Słowacja  | Corgoň Liga    | 1     | 0      |
| 2002/03 | Slovan Liberec                   | Czechy    | Gambrinus Liga | 12    | 2      |
| 2003/04 | Slovan Liberec                   | Czechy    | Gambrinus Liga | 18    | 5      |
| 2004/05 | Slovan Liberec                   | Czechy    | Gambrinus Liga | 9     | 4      |
| 2005/06 | Slovan Liberec                   | Czechy    | Gambrinus Liga | 15    | 6      |
| 2005/06 | Vestel Manisaspor                | Turcja    | Süper Lig      | 17    | 4      |
| 2006/07 | Vestel Manisaspor                | Turcja    | Süper Lig      | 32    | 9      |
| 2007/08 | Vestel Manisaspor                | Turcja    | Süper Lig      | 16    | 8      |
| 2007/08 | Beşiktaş JK                      | Turcja    | Süper Lig      | 15    | 9      |
| 2008/09 | Beşiktaş JK                      | Turcja    | Süper Lig      | 30    | 10     |
| 2009/10 | Beşiktaş JK                      | Turcja    | Süper Lig      | 18    | 6      |
| 2010/11 | Beşiktaş JK                      | Turcja    | Süper Lig      | 14    | 2      |
| 2010/11 | İstanbul Büyükşehir Belediyespor | Turcja    | Süper Lig      | 10    | 5      |
| 2011/12 | Beşiktaş JK                      | Turcja    | Süper Lig      | 23    | 5      |
| 2012/13 | Beşiktaş JK                      | Turcja    | Süper Lig      | 32    | 10     |
| 2013/14 | Beşiktaş JK                      | Turcja    | Süper Lig      | 12    | 2      |
| 2014/15 | Çaykur Rizespor                  | Turcja    | Süper Lig      | 25    | 2      |
| 2015/16 | Sydney FC                        | Australia | A-League       | 24    | 10     |
| 2016/17 | Sydney FC                        | Australia | A-League       |       |        |

## Kariera reprezentacyjna
W reprezentacji Słowacji Hološko zadebiutował 3 września 2005 w wygranym 2:0 towarzyskim spotkaniu z Niemcami. W 80. minucie meczu został zmieniony przez Martina Jakubko. Swojego pierwszego gola w kadrze narodowej zdobył 16 listopada tamtego roku w eliminacjach do Mistrzostw Świata w Niemczech w meczu przeciwko Hiszpanii (1:1).